# Шварценберг (Рудные горы)
Шварценберг (нем. Schwarzenberg/Erzgeb.) — город в Германии, районный центр, расположен в земле Саксония. Подчинён административному округу Хемниц. Входит в состав района Рудные Горы (район Германии).  Население составляет 18544 человека (на 31 декабря 2010 года). Занимает площадь 34,46 км². Официальный код — 14 1 91 300.
Город подразделяется на 10 городских районов.

## История
В 1945 г. город вошёл в состав «Свободной республики Шварценберг».

## Достопримечательности
- Замок Шварценберг